# (83362) Sandukruit
(83362) Sandukruit est un astéroïde de la ceinture principale.

## Description
(83362) Sandukruit est un astéroïde de la ceinture principale. Il fut découvert le 17 septembre 2001 à l'observatoire Desert Eagle par William Kwong Yu Yeung. Il présente une orbite caractérisée par un demi-grand axe de 3,24 UA, une excentricité de 0,07 et une inclinaison de 21,3° par rapport à l'écliptique.

## Compléments